# 潘臻琦
潘臻琦（1995年7月5日—），北京人，中国女子篮球运动员。曾随中国国家队参加2020年夏季奥林匹克运动会女子篮球比赛。